# 講談社の漫画レーベル
講談社の漫画レーベル（こうだんしゃのまんがレーベル）では、日本の出版社である講談社が刊行する漫画単行本レーベルを列挙する。レーベル名の下に記載されている雑誌名は、対応する主な漫画雑誌である。
講談社の漫画単行本は原則として雑誌名に「講談社コミックス」またはこれを略した「KC」(Kodansha Comics) を組み合わせたレーベルから発行される。ただし、『少年マガジン』系列誌の単行本は雑誌名を含まない「講談社コミックス」が奥付記載の正式名称となっている。
かつては背表紙のレイアウトも統一されており、作品名と作者名の間に「K / 雑誌名 / C」を3段で組んだロゴが使用されていた。
秋田書店と並び、他社（小学館、集英社）の単行本に比べると高さが多少低いのが特徴である。
近年は、バーコード部分と日本図書コード部分がシュリンク上からシール貼りに変更されている。なお、講談社春のマンガまつりに応募ハガキで応募する場合にはそのシールのバーコード部分を切り取って貼る必要がある。

## 少年向け
講談社コミックス (KC)
狭義での「講談社コミックス」はこちらを指す。
講談社コミックスマガジン (KCM)
『週刊少年マガジン』など。
講談社コミックス月刊マガジン (KCGM)
『月刊少年マガジン』など。
シリウスKC (SKC)
『月刊少年シリウス』※B6判

## 男性向け
ヤンマガKC・ヤンマガKCスペシャル
『週刊ヤングマガジン』
モーニングKC
『モーニング』
イブニングKC
『イブニング』
アフタヌーンKC
『月刊アフタヌーン』
コミックDAYSKC
『コミックDAYS』

## 少女向け
- 特徴として、角丸の長方形にそれぞれ入る。掲載作品により、あまり一定ではない。

講談社コミックスなかよし（KCなかよし、KCN）
『なかよし』など。
講談社コミックス別冊フレンド（別フレKC）
『別冊フレンド』

## 女性向け
KCデザート
『デザート』
講談社コミックスKiss (KC Kiss)
『Kiss』
BE LOVE KC (BLKC)
『BE・LOVE』
KCx (ARIAコミックス、ITANコミックス)
『ARIA』『ITAN』
KC Palcy
『Palcy』 - Palcyオリジナル連載であってもマガジンエッジKC他のレーベルで刊行される場合がある。

## 雑誌に依存しないレーベル
手塚治虫漫画全集

KCデラックス (KCDX)
特装版・新装版・ガイドブックなどを発行。
KCDX トレジャーコミック
絶版で入手困難な昭和期の作品や過去に単行本化されていない作品の復刻。編集方針としては小学館クリエイティブの「復刻名作漫画シリーズ」に近い。
KCスペシャル (KCSP)
ワイド版。
KCピース
限定版、CDブックなどを発行。
KCフェニックス (KCPX)
復刻版レーベル。
REKC
復刻版レーベル。
プレミアムKC
限定版コミックスを発行。
アニメKC (AKC)
アニメコミックスを発行。
講談社プラチナコミックス (KPC)
コンビニ向けの廉価版コミックス。
講談社漫画文庫
文庫判。
講談社の動く学習漫画 MOVE COMICS
A5判。2011年に創刊した「動く図鑑 MOVE」からの派生レーベル。
星海社COMICS
星海社の漫画レーベル。

## 廃止レーベル

### 男性向け
パーティーKC
『モーニングパーティ増刊』
スコラKC
『コミックスコラ』。スコラ分社化により移管。
バーガーKC
『コミックバーガー』。スコラ分社化により移管。
アッパーズKC・アッパーズKCDX
『ヤングマガジンアッパーズ』
ミスターマガジンKC
『ミスターマガジン』
ヤンマガKCエグザクタ
『ヤングマガジン増刊エグザクタ』
モーニングオープンKC
『モーニングオープン増刊』
講談社コミックスボンボン (KCBM)
『コミックボンボン』
ライバルKC (RKC)
『月刊少年ライバル』
マガジンZKC (KCZ)
『月刊マガジンZ』※B6判

### 女性向け
講談社コミックスフレンド（KCフレンド）
『少女フレンド』
KC mimi
『mimi』
YLKC
『ヤングレディ』
MeKC
『Me』
KCキャロル
『キャロル』
Amie KC
『Amie』